# Dolgoprudnyj
Dolgoprudnyj (rusky Долгопрудный) je město v Moskevské oblasti v Ruské federaci. Trvale zde žije přibližně 119 tisíc obyvatel.

## Poloha a doprava
Dolgoprudnyj leží přibližně dvacet kilometrů severně od centra Moskvy, hlavního města celé Ruské federace. Jeho centrum je vzdáleno zhruba čtyři kilometry severně od Moskevského dálničního okruhu, s kterým katastrálně přímo sousedí.
V jižní části je Dolgoprudnyj na západě ohraničen Moskevským průplavem a na východě železniční tratí vedoucí z moskevského Savjolovského nádraží do Dmitrova.

## Čestní občané
- Světlana Kriveljovová (* 1969) – ruská atletka, olympijská vítězka ve vrhu koulí
- Jelena Žemajevová (* 1971) – ruská a ázerbájdžánská sportovní šermířka